# Canton d'Angoulême-Est
Le canton d'Angoulême-Est est une ancienne division administrative française, située dans le département de la Charente. Il avait été créé par le décret no 82-25 du 15 janvier 1982 portant modification et création de cantons dans le département de la Charente qui avait créé trois cantons en remplacement des anciens cantons d'Angoulême-I et Angoulême-II.

## Composition
Le canton d'Angoulême-Est se composait d’une fraction de la commune d'Angoulême. Il comptait 13 165 habitants (population municipale) au 1er janvier 2012.
| Nom                   | Code Insee | Intercommunalité  | Population (dernière pop. légale)               |
| --------------------- | ---------- | ----------------- | ----------------------------------------------- |
| Angoulême (chef-lieu) | 16015      | CA GrandAngoulême | Fraction : 13 165(2012) Commune : 41 955 (2014) |

## Représentation
| Période | Période | Identité         | Étiquette | Qualité                                                                           |
| ------- | ------- | ---------------- | --------- | --------------------------------------------------------------------------------- |
| 1982    | 1998    | Jacques Ratier   | RPR       | Opticien Adjoint au maire d'Angoulême (1898-1995) Conseiller régional (1986-1992) |
| 1998    | 2015    | Janine Guinandie | PS        | Ancienne adjointe au maire d'Angoulême Vice-présidente du Conseil général         |

## Démographie
| 1982 | 1990   | 1999   | 2006   | 2011   | 2012   |
| ---- | ------ | ------ | ------ | ------ | ------ |
| -    | 13 155 | 13 237 | 12 540 | 12 869 | 13 165 |